# Histoire de Mayta
Histoire de Mayta (en espagnol, Historia de Mayta) est le septième roman de l'écrivain péruvien Mario Vargas Llosa , prix Nobel de littérature 2010, publié pour la première fois en novembre 1984, par l'éditeur espagnol Seix Barral.

## Résumé
L'œuvre se présente comme une enquête qui tente de reconstruire la figure de l'intellectuel trotskiste péruvien Alejandro Mayta, l'un des anciens condisciples du narrateur-écrivain, et raconte la tentative révolutionnaire que celui-ci effectua en 1958, dans la ville de Jauja, dans la sierra péruvienne de la région de Junín, dans le centre du Pérou. Dans un pays qui se décompose, Mayta apparait comme un idéaliste qui se révolte, mais qui a ensuite été arrêté et jeté en prison à plusieurs reprises, terminant sa vie dans l'oubli et l'anonymat. L'intrigue du roman est basée sur cette enquête menée par le narrateur-écrivain, 25 ans après les événements, qui lui permit de recueillir des informations à partir de divers entretiens, avec des personnes ayant eu des contacts avec le protagoniste.
Comme il est courant dans la littérature de Vargas Llosa, le roman, au-delà de la recherche de la véritable identité de Mayta, cherche à explorer la violence comme un ingrédient essentiel de l'histoire péruvienne. Le roman commence par une description de la ville de Lima dans laquelle tout est pourri, les décharges envahissent les espaces de la ville depuis les bidonvilles jusqu'aux quartiers résidentiels. Ce récit apparaît « comme un point de départ pour la prise de conscience. La vision d'une Lima désolée, laide, étouffée par les barreaux avec lesquels le roman commence, alerte le lecteur sur l'histoire qu'il va lire  ».
L'action du roman repose sur l'enquête elle-même et sur les différents points de vue sur le personnage qu'elle génère, éléments narratifs qui fusionnent tout au long de l'œuvre. L'histoire romanesque qui en résulte reflète « les mécanismes troubles de la lutte politique, le délire idéologique d'un visionnaire qui est en même temps le produit de circonstances sociales et économiques lamentables, son expérience personnelle atroce mais en même temps émouvante — en tant qu'homosexuel honteux — qui s'inscrit dans un contexte historique douloureux et déchiré . »
Alejandro Mayta est toujours vivant. Lorsqu'il le retrouve, à la fin du roman, l'homme qu'il rencontre ne correspond en rien avec l'image que son enquête lui a permis patiemment de reconstruire.

## À propos du roman
Mario Vargas Llosa lui-même parle de son œuvre et souligne que « Historia de Mayta est l'un des romans les plus « sous-estimés », c'est non seulement le moins compris et le plus maltraité, mais aussi le plus littéraire de tous ceux que j'ai écrits, bien que ses critiques passionnés n'y aient vu qu'une diatribe politique . » 
Dans un entretien avec Alfredo Barnechea en 1996, Vargas Llosa notait que Historia de Mayta était le roman « avec la plus grande complexité technique qu'il ait écrit (...) le plus raffiné et le plus audacieux.

## Éditions

### Édition originale
- Historia de Mayta, 346 pages, Editorial Seix Barral, S.A., Barcelone, 1984 •  (ISBN 978-8-43220-507-1)

### Édition française
- Histoire de Mayta, traduit par Albert Bensoussan, 324 pages, coll. « Du monde entier », Gallimard, Paris, 1986 •  (ISBN 978-2-0707-0629-7)

## Crédit d'auteurs
- (es) Cet article est partiellement ou en totalité issu de l’article de Wikipédia en espagnol intitulé « Historia de Mayta » (voir la liste des auteurs).